# 風は知らない
「風は知らない」（かぜはしらない）は、1973年8月に発売された大塚たけし（後の大塚博堂）のシングルである。

## タイアップ
フジテレビのドラマ『トリプル捜査線』主題歌。

## その他
2001年に発売された大塚博堂没後20年追悼ベスト版『ベストセレクション・博堂は風になった』にボーナストラックとして収録されている。

## 収録曲
1. 風は知らない
作詞：山口あかり 作曲：平尾昌晃 編曲：竜崎孝路
2. 愛は燃えつきて
作詞：山上路夫 作曲・編曲：クニ河内